# Sonic Shuffle
Sonic Shuffle (ソニックシャッフル, Sonikku Shaffuru) est un jeu vidéo sorti sur la Sega Dreamcast et fut la réponse de Sega au jeu party-game de Nintendo, Mario Party. Ce jeu a été développé par Hudson Soft, qui a également conçu cette série concurrente. Cependant le studio Sonic Team les a assisté durant la gestation du projet. Le jeu est sorti le 14 novembre 2000 en Amérique du Nord, le 21 décembre au Japon puis le 9 mars 2001 en Europe.

## Système de jeu

### Généralités
Dans Sonic Shuffle, le joueur peut sélectionner un des personnages principaux de la série Sonic the Hedgehog. Le mode Histoire n'autorise qu'un seul joueur tandis que le mode Versus et le mode Sonic Room en permettent jusqu'à 4 simultanément. Selon les paramètres choisis, le jeu permet de collaborer en équipe ou de jouer en face-à-face sur un plateau de jeu tenant des règles du jeu de l'oie, basé sur le tour par tour, le recours aux items  bonus et/ou malus, et des minis-jeux pour recueillir le maximum d'emblèmes. Celui qui a le plus d'emblèmes à la fin des tours remporte la partie. L'objectif principal de chaque plateau est de rassembler le plus de pierres précieuses, au nombre de 7. Cinq plateaux de jeu sont à recenser : Emerald Coast, Fire Bird, Nature Zone, Riot Train, et 4th Dimension Space.
Le jeu propose huit personnages jouables, chacun ayant ses propres caractéristiques, dont 4 à déverrouiller. Les personnages sont pour la plupart connus : Sonic, Tails, Amy, Knuckles, Super Sonic, Big the Cat, Gamma, et Chao.
50 mini-jeux sont disponibles dans Sonic Shuffle dont trente sont rassemblés autour d'évènements ponctuels. Les Mini-jeux sont répartis selon le type de challenge proposé, et le nombre de participants impliqués (équipes de 2, de 3, un seul joueur) et même le mode "chacun pour soi". Les événements aléatoires font généralement évoluer l'histoire du jeu ou modifient le plateau de jeu et son fonctionnement, et peuvent parfois changer la donne pour un joueur donné, par exemple un item de chance alloué au plus mauvais participant. Outre un mode Histoire et un mode multi en mode Versus, le jeu contient le "Sonic Room" proposant un jeu hors plateaux, des mini-jeux débloqués ainsi que l'écoute de la bande-son du titre. Tous ces éléments doivent être débloqués en achetant des photos de l'album photo.

### Plateau de jeu et déplacements
Le jeu se base sur le jeu du hasard et du jeu de cartes. La particularité du titre est que les déplacements des personnages ne se font pas en fonction d'un nombre indiqué par des dés, contrairement à ce qui se fait dans la série des Mario Party. Ces jeux de cartes - numérotées de 1 à 6 - permettront de déterminer celui qui aura les joyaux. Pour cela, il faudra en placer une comportant une valeur supérieure ou égale à celle de l'adversaire. Le but ainsi est de tabler sur les grosses mises de manière à augmenter son score et d'attribuer des malus (par le biais de valeurs inférieures au jeu gagnant). Ainsi, le jeu table sur un facteur tactique similaire au jeu de bataille et de blackjack et est moins basé sur la chance et les phénomènes aléatoires.
Chaque plateau de jeu a sa propre conception, ses propres items et évènements. Les anneaux extraits de la série éponyme permettent d'augmenter le score, et les cases bonus valorisent ce dernier, ou au contraire le diminuent. Il est ainsi possible d'enchaîner les items - à acquérir selon un nombre d'anneaux requis - et d'exécuter des combos. Le principal attrait reste les mini-jeux, choisis au hasard à la fin du tour. La plupart demandent de l'adresse, de la réflexion, de la stratégie et bien souvent, de la chance. Un descriptif à chaque début de partie permet de comprendre l'issue et les commandes du mini-jeu.
Une partie complète sur un plateau de jeu peut prendre beaucoup de temps, de 20 minutes à deux heures et demie, selon le nombre de pierres précieuses disponibles au début et le nombre de tours.

### Mini-jeux
Une grande variété de mini-jeux sont à jouer dans Sonic Shuffle. Cinquante sont à débloquer. Dans certains mini-jeux, tous les joueurs jouent les uns contre les autres, tandis que dans d'autres ils sont répartis en 2 équipes de deux et 1 contre 3.

## Trame

### Synopsis
Le synopsis de base fait intervenir Sonic et ses amis malgré eux. Ces derniers vont tenter de contrer les sombres ambitions du maléfique Void, qui a dérobé la légendaire Pierre Précieuse qui maintenait l'équilibre du monde de Maginary World. L'univers du hérisson sombre dans le chaos et Sonic va devoir retrouver les morceaux d'émeraudes, faute de quoi le monde de Maginary World risque de cesser d'exister.

### Personnages

#### Personnages jouables
Personnages jouables dès le débuts
- Sonic The Hedgehog
- Miles "Tails" Prower
- Amy Rose
- Knuckles

Personnages à débloquer
- Big the Cat
- E-102 Gamma
- Super Sonic
- Chao

Chaque protagoniste a ses capacités propres. À l'exception de Chao, qui n'a qu'un pouvoir unique, chacun a son pouvoir spécifique (reprenant souvent un bonus d'item ou d'amélioration - rapidité, plus d'anneaux).

#### Autres personnages

##### Lumina Flowlight
Lumina Flowlight est le gardien de la Pierre Précieuse dans Maginary World, avec la déesse Illumina. Elle est d'apparence rose, et ressemble aux personnages de contes de fées, avec une similitude à Nighs into Dreams. Au début du jeu, elle demande à Sonic, Tails, Knuckles, Amy et (inconsciemment) à Eggman de rétablir l'ordre dans son monde en retrouvant les morceaux de la Pierre, brisée par Void. Plus tard, elle s'associe avec Void, permettant de combler le vide et le manque d'imagination de tout être vivant. Elle et Void sont en fait les deux moitiés d'Illumina qui font d'elle une entité complète et parfaite. Lumina et Illumina sont doublées par Elara Distler dans le jeu.

##### Void
Void est le grand méchant de Sonic Shuffle. Au début du jeu, il brise la mystérieuse Pierre Précieuse qui contrôle le monde de Maginary World. Sonic et ses amis s'engagent alors dans une quête pour le vaincre et rechercher cette pierre. Tout au long du jeu, Void montre des moments de dépression et de solitude qui touche le cœur de Sonic et de ses amis qui, à leur tour, veulent l'aider à vaincre le mal qui se trouve en lui. À la fin du jeu, il s'avère que Void est nécessaire pour rétablir l'équilibre dans Maginary World, le bien et le mal qui l'incarne. Il est en effet la moitié de Maginaryworld. Lumina est l'autre moitié. En tant que tels, Sonic et ses amis n'ont pas pu le détruire, et laissent Maginaryworld en l'état sachant que le rapprochement entre Lumina et Void annule le sort funeste de ce monde.
Le personnage de Cosmo dans Sonic X ressemble fortement à Void et Lumina. Ce dernier a d'ailleurs été doublé par les mêmes personnes prêtant leur voix dans Sonic Shuffle, à savoir par Lani Minella dans la version anglaise et Urara Takano dans la version nippone.
Plusieurs histoires dans Archie Comics font mention de Void comme un personnage à venir dans la série, sans doute pour une adaptation Sonic Shuffle qui n'a jamais été publiée.

#### Doublage
| Doubleur           | Rôle                                 |
| ------------------ | ------------------------------------ |
| Ryan Drummond      | Sonic The Hedgehog / Super Sonic     |
| Corey Bringas      | Miles "Tails" Prower                 |
| Ryan Drummond      | Knuckles                             |
| Jennifer Douillard | Amy Rose                             |
| Jon St. John       | Big the Cat                          |
| Deem Bristow       | Dr. Eggman                           |
| Elara Distler      | Lumina Flowlight / Illumina / Nights |
| Steve Broadie      | E-102 Gamma                          |
| Lani Minella       | Void                                 |
| Unknown            | Chao                                 |

## Accueil
- Joypad : 4/10[2]